# 알베르 1세 (모나코)
알베르 1세(프랑스어: Albert I, 1848년 11월 13일 ~ 1922년 6월 26일)는 모나코의 공, 생물학자이다. 모나코 헌법 제정을 추진하여 1911년에 실현되었다.